# Вальмовий дах

Вальмовий дах.

Ва́льмовий дах (нім. Walmdach від Walm — «залом на даху»), або чотирисхилий дах — різновид даху з чотирма схилами, причому торцеві схили мають трикутну форму (називаються «вальми») й простягаються від гребеня до карниза. Два інших схили трапецієподібної форми. У випадку, якщо торцеві схили обриваються, не доходячи до карниза, дах називається напіввальмовим (голландським).
Форма вальмового даху — чотирисхила, з трикутними причілковими схилами, була звичайною для стріхи традиційних українських хат.